# Olesia Forszewa
Olesia Aleksandrowna Forszewa, z domu Krasnomowiec (ur. 8 lipca 1979 w Niżnym Tagile) – rosyjska lekkoatletka, medalistka olimpijska i mistrzyni świata.
Specjalizuje się w biegu na 400 m. Jest żoną Dmitrija Forszewa, rosyjskiego lekkoatlety czterystumetrowca. 7 stycznia 2006 w Jekaterynburgu ustanowiła halowy rekord świata na nietypowym dystansie 500 m.

## Sukcesy
| Rok  | Zawody                    | Miasto    | Miejsce | Konkurencja | Czas    |
| ---- | ------------------------- | --------- | ------- | ----------- | ------- |
| 2004 | Halowe mistrzostwa świata | Budapeszt | 2.      | 400 m       | 50,65   |
| 2004 | Halowe mistrzostwa świata | Budapeszt | 1.      | 4 x 400 m   | 3.23,88 |
| 2004 | Igrzyska olimpijskie      | Ateny     | 2.      | 4 x 400 m   | 3.20,16 |
| 2005 | Mistrzostwa świata        | Helsinki  | 1.      | 4 x 400 m   | 3.20,95 |
| 2006 | Halowe mistrzostwa świata | Moskwa    | 1.      | 400 m       | 50,04   |
| 2006 | Halowe mistrzostwa świata | Moskwa    | 1.      | 4 x 400 m   | 3.24,91 |

## Rekordy życiowe

### Stadion
- 200 m - 23,09 s
- 400 m - 50,19 s

### Hala
- 200 m - 23,83 s
- 400 m - 50,04 s – 10. wynik w historii światowej lekkoatletyki
- 500 m - 1:06,31 (2006) halowy rekord świata do 2023 roku[1]

Forszewa, razem z koleżankami z reprezentacji jest także aktualną halową rekodzistką świata w sztafecie 4 x 400 metrów (3:23,37 2006).